# Attalla
Attalla es una ciudad ubicada en el condado de Etowah en el estado estadounidense de Alabama. En el censo de 2000, su población era de 6592.

## Demografía
En el 2000 la renta per cápita promedia del hogar era de $27,444, y el ingreso promedio para una familia era de $39,549. El ingreso per cápita para la localidad era de $15,727. Los hombres tenían un ingreso per cápita de $30,605 contra $19,693 para las mujeres.

## Geografía
Attalla se encuentra ubicada en las coordenadas 34°0′35″N 86°5′54″O / 34.00972, -86.09833 (34.009818, -86.098413).
Según la Oficina del Censo de los EE. UU., la ciudad tiene un área total de 6.67 millas cuadradas (17.28 km²).